# Bulbophyllum nasilabium
Bulbophyllum nasilabium är en orkidéart som beskrevs av Rudolf Schlechter. Bulbophyllum nasilabium ingår i släktet Bulbophyllum och familjen orkidéer. Inga underarter finns listade i Catalogue of Life.